# Rebelia suriens
Rebelia suriens är en fjärilsart som beskrevs av Pierre Millière 1866. Rebelia suriens ingår i släktet Rebelia och familjen säckspinnare. Inga underarter finns listade.